# Weedingia mooreana
Weedingia mooreana är en blötdjursart som beskrevs av Kaas 1988. Weedingia mooreana ingår i släktet Weedingia och familjen Hanleyidae. Inga underarter finns listade i Catalogue of Life.